# Eureka Skydeck
La Eureka Tower o Eureka Skydeck è un grattacielo di 91 piani alto 297,3 m situato nel Southbank zona di Melbourne, Victoria in Australia. La costruzione iniziò nell'agosto del 2002 e venne completata il 1º giugno 2006,  l'edificio è stato ufficialmente inaugurato l'11 ottobre 2006.
È il secondo grattacielo più alto di tutto il continente (dopo la Q1 Tower) e il 36º nel mondo; esso è stato completato nel 2006 su progetto del architetto Fender Katsalidis. All'88º piano dispone di un centro di osservazione.
A partire dal dicembre 2013 è stato il 14mo più alto edificio residenziale del mondo, oggi è il 108mo edificio più alto del mondo, i vetri degli ultimi 10 piani sono placcati d'oro.
L'edificio ha la stessa altezza del grattacielo Gran Torre Santiago (Santiago del Cile), entrambi situati nell'emisfero sud.

## Il nome
L'edificio è stato chiamato Eureka Tower in memoria della ribellione chiamata Eureka Stockade per la corsa all'oro Vittoriano, e nel progetto sono stati introdotti: la corona d'oro posta sul tetto in riferimento all'oro, la striscia rossa per simboleggiare il sangue versato per la rivolta e il rivestimento blu e le linee bianche che rappresentano la bandiera scelta dai ribelli asserragliati nella Stockade, ad Eureka vicino a Ballarat in Australia.

## Citazioni
- La struttura è inquadrata numerose volte e da varie angolazioni nel video musicale di un brano della band tedesca di genere techno Scooter, intitolato J'adore Hardcore; brano contenuto nell'album Under the Radar Over the Top.

## Galleria d'immagini

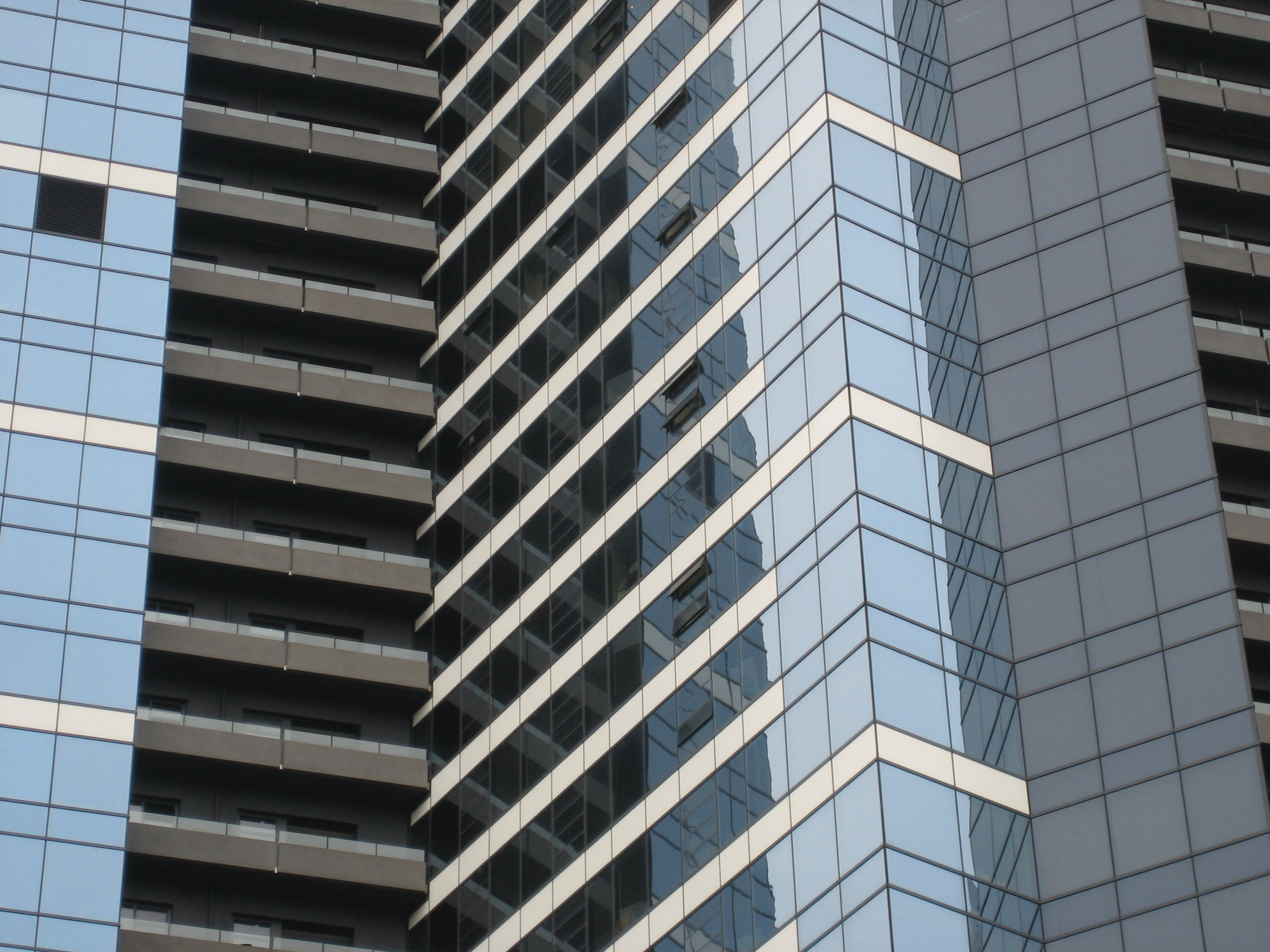
Dettaglio dell'Eureka Tower
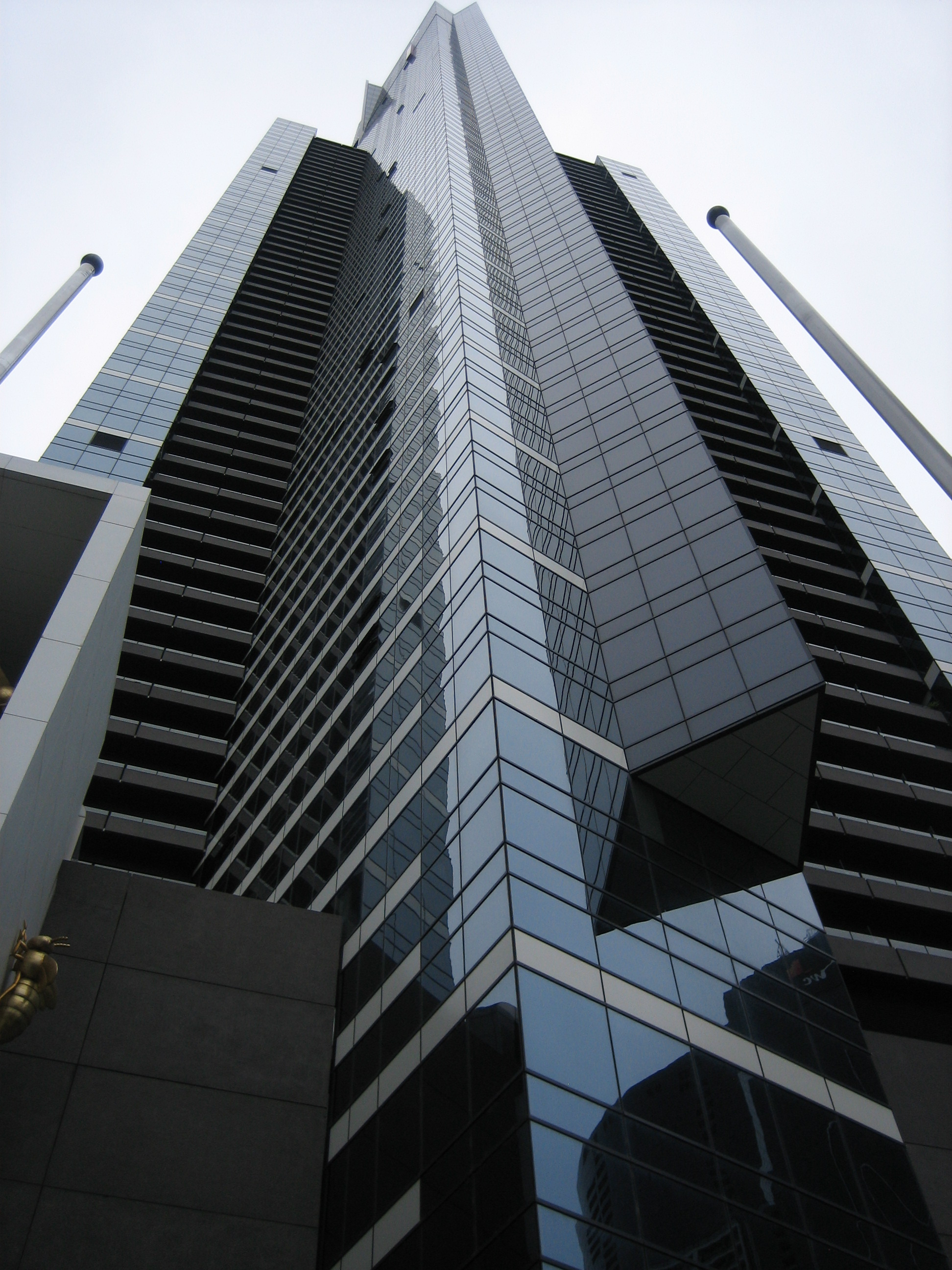
Le forme dell'Eureka Tower
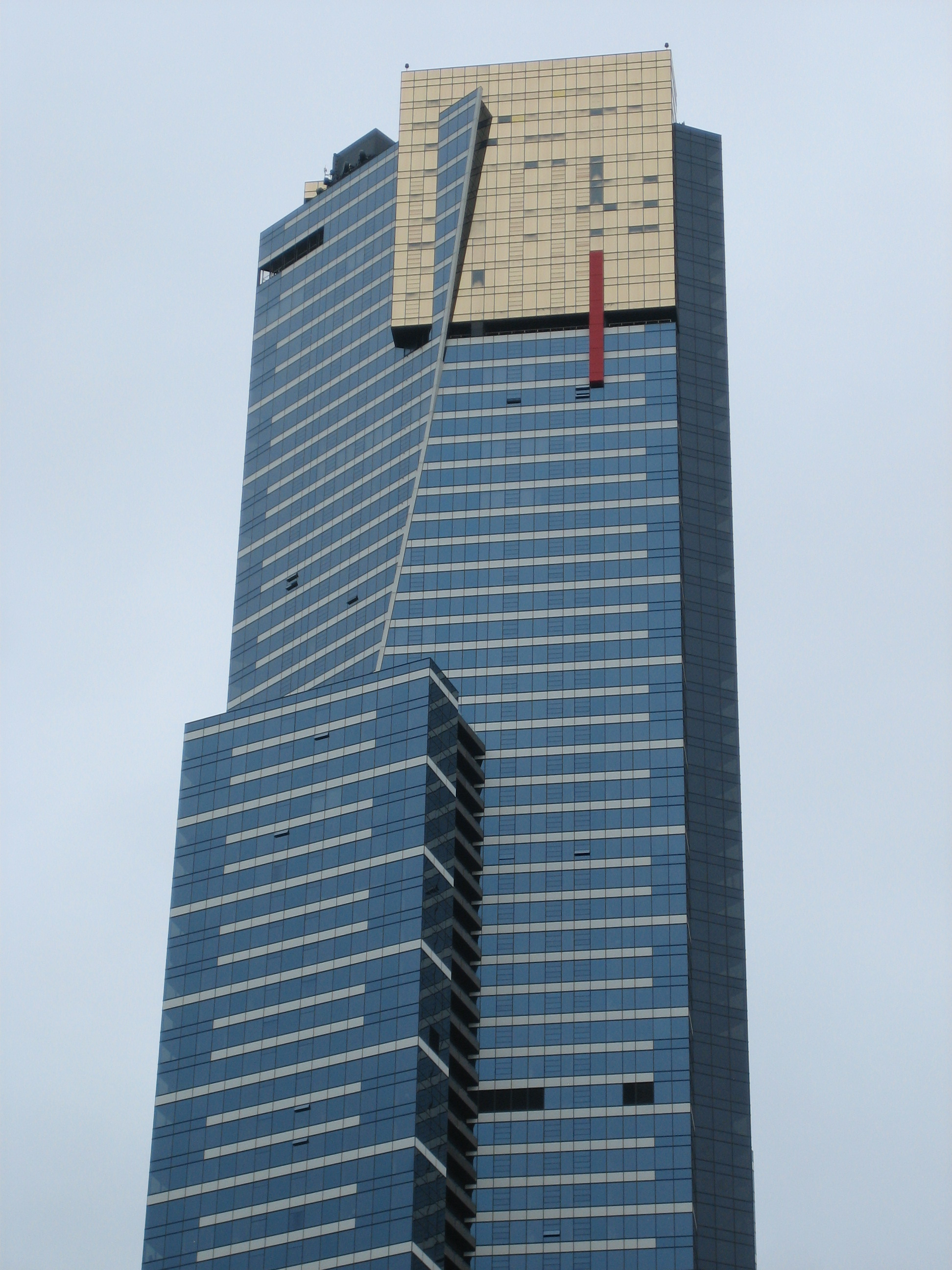
Il top dell'Eureka Tower
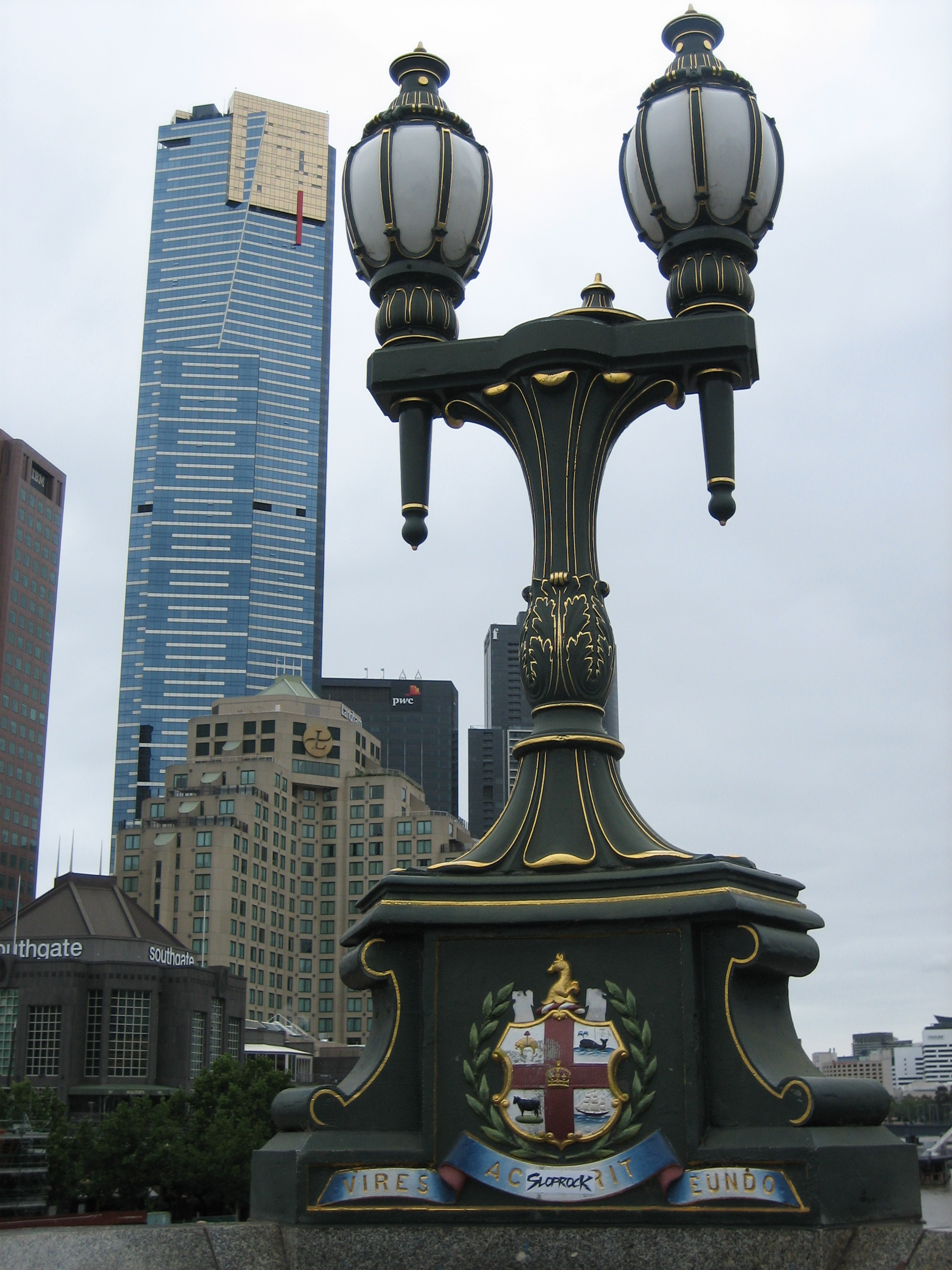
L'Eureka Tower dal Princess Bridge